# Sinemurien
| Systeem                              | Serie           | Etage         | Ouderdom (Ma) |
| ------------------------------------ | --------------- | ------------- | ------------- |
| Krijt                                | Vroeg           | Berriasien    | Jonger        |
| Jura                                 | Boven (Malm)    | Tithonien     | 145,0–152,1   |
| Jura                                 | Boven (Malm)    | Kimmeridgien  | 152,1–157,3   |
| Jura                                 | Boven (Malm)    | Oxfordien     | 157,3–163,5   |
| Jura                                 | Midden (Dogger) | Callovien     | 163,5–166,1   |
| Jura                                 | Midden (Dogger) | Bathonien     | 166,1–168,3   |
| Jura                                 | Midden (Dogger) | Bajocien      | 168,3–170,3   |
| Jura                                 | Midden (Dogger) | Aalenien      | 170,3–174,1   |
| Jura                                 | Onder (Lias)    | Toarcien      | 174,1–182,7   |
| Jura                                 | Onder (Lias)    | Pliensbachien | 182,7–190,8   |
| Jura                                 | Onder (Lias)    | Sinemurien    | 190,8–199,3   |
| Jura                                 | Onder (Lias)    | Hettangien    | 199,3–201,3   |
| Trias                                | Boven           | Rhaetien      | Ouder         |
| Indeling van het Jura volgens de ICS |                 |               |               |

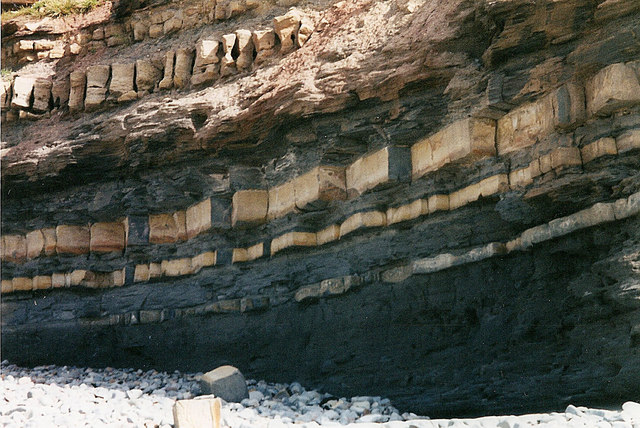
Rotswand in East Quantoxhead.

Het Sinemurien (Vlaanderen: Sinemuriaan) is een tijdsnede in het Vroeg-Jura, tussen 199,3 ± 0,3 en 190,8 ± 1,0 Ma. Het volgt op het Hettangien en na het Sinemurien komt het Pliensbachien.
Het Sinemurien is tegelijkertijd een etage in de Europese stratigrafie, die correleert met het bovenste deel van het Nieuw-Zeelandse Aratauran. Regionaal wordt voor het bovenste gedeelte van het Sinemurien wel de naam Lotharingien gebruikt.

## Naamgeving
Het Sinemurien werd in 1842 gedefinieerd door de Franse paleontoloog Alcide d'Orbigny (1802 - 1857), die het noemde naar de plaats Semur-en-Auxois, in het Franse departement Yonne.

## Definitie
De basis van het Sinemurien wordt gedefinieerd door het eerste voorkomen van de ammonietengeslachten Vermiceras en Metophioceras. De top wordt gedefinieerd door de eerste voorkomens van de ammoniet Bificeras donovani en de ammonietengeslachten Apoderoceras en Gleviceras. De GSSP voor het Sinemurien bevindt zich in een klif ten noorden van het gehucht East Quantoxhead, 6 km ten oosten van Watchet (Somerset, Engeland).